# Synagoga Wielkodworska w Pradze
Synagoga Wielkodworska w Pradze (cz. Velkodvorská synagoga) – synagoga zbudowana w 1627 roku w Pradze, przy ulicy Pařížskéj, z inicjatywy Jakuba Baševi z Treuenburku. Synagogę kilkakrotnie trawił pożar, m.in. w 1689 roku, kiedy to została doszczętnie spalona, ale już w 1708 roku została odbudowana. W 1883 roku synagogę przebudowano, poprzez co jej fasada przybrała nowy mauretański styl.
Synagoga została zburzona 20 maja 1906 roku w ramach wielkiej przebudowy Josefova. W późniejszym okresie wybudowano Synagogę Jubileuszową, którą zastąpiła trzy wyburzone bożnice: Nową, Cikána oraz Wielkodworską.